# Victor Norman
Victor Danielsen Norman (født 18. juli 1946 i Risør, død 20. september 2024) var en norsk professor i samfundsøkonomi ved Norges Handelshøyskole i Bergen, skribent og tidligere politiker (H). Han var arbejds- og administrationsminister i Regeringen Kjell Magne Bondevik II fra 19. oktober 2001 til 8. marts 2004.
Norman har i en årrække været forsker og professor ved Norges Handelshøyskole i Bergen, hvor han var rektor frem til han blev minister. I en periode i 1990'erne var han professor ved Høyskolen i Agder.
Norman blev i 2009 tildelt Fridtjof Nansens belønning til fremragende forskere, historisk-filosofisk klasse, med den tilhørende Nansenmedaljen for fremragende forskning.